# Kenny Dalglish Soccer Manager
Pour les articles homonymes, voir Dalglish.
Kenny Dalglish Soccer Manager est un jeu vidéo de football développé par Impressions Games et publié par Zeppelin Games en 1989 sur Amiga, Atari ST, Commodore 64, Amstrad CPC et ZX Spectrum. Il est le premier jeu développé par le studio Impressions Games, fondée au Royaume-Uni en 1988 par David Lester. Pour ce premier jeu, il obtient la licence Kenny Dalglish et est rejoint par deux autres développeurs, Edward Grabowski et Paul Andrews. Compte tenu de leur manque de compétence commerciale, ils le font publier par Zeppelin Games, et le jeu rencontre un certain succès commercial. Il ne leur permet cependant pas de dégager suffisamment de bénéfice et les trois développeurs décident donc de créer leur propre label d’édition. Le jeu est le premier volet d’une série de trois jeux de football basé sur la licence Kenny Dalglish et est suivi de Kenny Dalglish Soccer Match.

## Accueil
| Kenny Dalglish Soccer Manager |      |        |
| Média                         | Pays | Notes  |
| ACE                           | GB   | 52.2 % |
| Commodore Format              | RU   | 73 %   |
| The Games Machine             | RU   | 64 %   |